# Cameron Liddell
Cameron James Liddell (Nottingham, 13 de junio de 1989) es un músico y compositor británico, guitarrista rítmico de la banda de metalcore Asking Alexandria

## Historia
Cameron aprendió a tocar guitarra a la edad de 15 años, influenciado en bandas de Nu Metal como Papa Roach, él es zurdo y es muy parecido al estilo de Kurt Cobain. Él vivía en Nottingham, Inglaterra cuando Ben Bruce guitarrista de Asking Alexandria lo invita a unirse a su banda.
En 2008, es el inicio de su carrera musical como guitarrista, se graba el demo del álbum Stand Up And Scream. Luego la banda se traslada a Estados Unidos para promocionar su música, y en el año 2009 se graba el álbum debut de la banda, y empieza un tour por Estados Unidos.

## Vida personal
Cameron Liddel tuvo una relación amorosa con Jamie Larson, toca guitarra desde los quince años y mide 1,88 m.

## Discografía
Asking Alexandria
- 2009 - Stand Up And Scream
- 2011 - Reckless and Relentless
- 2013 - From Death to Destiny
- 2016 - The Black
- 2017 - Asking Alexandria
- 2020 - Like a House on Fire

- Datos: Q20080339